# Manta Manta – Zwoter Teil
Manta Manta – Zwoter Teil är en tysk actionkomedi från 2023 i regi av Til Schweiger.
Filmen är en uppföljare till Manta, Manta från 1991.

## Rollista i urval
- Til Schweiger - Bertie
- Tina Ruland - Uschi
- Michael Kessler - Klausi
- Tim Oliver Schultz - Daniel
- Luna Schweiger - Mücke
- Tamer Trasoglu - Salem
- Ronis Goliath - Tyrese
- Nilam Farooq - Siri
- Martin Armknecht - Axel
- Justus Johanssen - Rico Feucht